# Moritz Mayer-Mahr
Moritz Meyer-Mahr (Mannheim, 17 gennaio 1869 – Göteborg, 30 luglio 1947) è stato un pianista ed educatore musicale tedesco.

## Biografia
Nato Mannheim, Mayer-Mahr fu l'ultimo di cinque figli avuti dal marcante Michael Mayer-Mahr e da sua moglie, nata Clara née Rice(s). Già da scolaro riceveva lezioni di pianoforte. Dal 1886 al 1890, studiò composizione musicale con Woldemar Bargiel ed esecuzione al piano con Ernst Rudorff all'Akademie der Künste.
Cominciò a fare concerti da solista, in coppia con Willy Burmester e in un trio con il violoncellista Heinrich Grünfeld e il violinista Bernhard Dessau, rimpiazzato dopo la sua morte nel 1923 da Alfred Wittenberg. Ammirava Ferruccio Busoni, che conobbe personalmente. Tra il 1910 e il 1930 registrò una serie di composizioni di Franz Liszt, Frédéric Chopin e di altri. Le sue ultime incisioni, tuttavia, furono viste con scetticismo.
Dal 1892, Mayer-Mahr insegnò al Conservatorio Klindworth-Scharwenka a Berlino. Tra i suoi studenti vi furono Manfred Gurlitt, Georg Bertram, Jascha Spivakovsky, Henry Jolles, Lotar Olias, Erwin Bodky e Róża Etkin-Moszkowska. Nei suoi manuali Der musikalische Klavierunterricht e Die Technik des Klavierspiels, von den ersten Anfangen bis zur Meisterschaft si occupava delle tecniche pianistiche e anche della forma e dello stile. Pubblicò brani per pianoforte di Johannes Brahms e studi di Carl Czerny. Dal 1907, fu uno dei giudici della Competizione Ibach per giovani artisti del Conservatorio Stern ed inaugurò la Fondazione Mayer-Mahr per supportare i suoi studenti, alla quale contribuì investendo la sostanziosa donazione che aveva ricevuto per il suo sessantesimo compleanno.
Successivamente alla presa del potere di Adolf Hitler, nel 1933, Mayer-Mahr perse il suo posto di accademico all'Akademie der Künste, per via delle sue origini ebraiche. Nel 1935 venne espulso anche dal Reichsmusikkammer e l'anno dopo gli venne totalmente preclusa l'attività lavorativa nell'ambito della musica, sebbene potesse comunque insegnare a stranieri e agli studenti dello Jüdischer Kulturbund. Nel 1937 lasciò il Conservatorio Klindworth-Scharwenka Conservatory e comparve in un evento organizzato dal Kulturbund Deutscher Juden con il violoncellista dell'orchestra locale Leo Rostal e il direttore Wladislaw Waghalter, replicato l'anno successivo con il Jüdische Winterhilfe. Nel 1938 insegnò gratuitamente alla studentessa del conservatorio spagnolo Ursula Reig e ciò scatenò una causa da parte dei musicisti locali per violazione del divieto professionale. Il procedimento inizialmente comportò sanzioni pecuniarie, ma alla fine vennero ritirate.
Nel 1940, Mayer-Mahr ottenne il permesso di uscita per sé e per la sua seconda moglie Paula Sternberg. Andarono prima in Norvegia, vissero brevemente a Vestre Aker e fuggirono dopo l'occupazione in Svezia, dove insegnò di nuovo. Suo figlio Robert non riuscì a scappare e fu deportato dal campo di internamento di Drancy e da lì al KZ Auschwitz nel 1942; da allora si perdettero le sue tracce.
In Svezia vennero pubblicati i libri Kåserier kring pianot (1943) e Ernste und heitere Erlebnisse rund um das Klavier (1947).